# 黄土嶺駅
黄土嶺駅（おうどれいえき）は、中華人民共和国湖南省長沙市天心区・雨花区にある1号線と4号線の駅である。

## 駅構造
- 島式ホーム1面

## 駅周辺
- 黄土嶺
- 天心区一中
- 長沙市社会福利院
- 建発中央公園
- 神農大酒店